# NGC 7210
NGC 7210 is een niet-bestaand object in het sterrenbeeld Pegasus. Het hemelobject werd op 17 november 1827 ontdekt door de Britse astronoom John Herschel.